# فروتن (ترانه)
«فروتن» (به انگلیسی: Humble) ترانه‌ای از رپر آمریکایی کندریک لامار است. این ترانه در ۳۰ مارس ۲۰۱۷ توسط تاپ داگ اینترتیمنت، افترمث اینترتینمنت و اینترسکوپ رکوردز منتشر شد. این ترانه توسط لامار و مایک ویل مید ایت نوشته و تهیه شده‌است. «فروتن» به رتبه یک در ۱۰۰ آهنگ داغ بیلبورد رسید و به اولین رتبه یک او بعد از «کینه» تبدیل شد. این اثر نامزد دریافت چهار جایزه در شصتمین مراسم جایزه گرمی شد و توانست جایزه موزیک ویدئوی ام‌تی‌وی برای ویدئو سال برای سال ۲۰۱۷ را به دست آورد.
این ترانه در چارت‌های، نیوزلند، در رتبه اول و در چارت‌های کانادا، استرالیا، پرتغال، بریتانیا جزو ده ترانه اول قرار گرفت.